# Ophrysia superciliosa
Ophrysia superciliosa hay Chim cút Himalyan là một loài chim trong họ Phasianidae.

## Nơi sống
Loài chỉ được biết đến từ dãy Himalaya phía tây ở Uttaranchal, tây bắc Ấn Độ , nơi khoảng một chục mẫu vật được thu thập gần Mussooree và Naini Tal trước năm 1877.

## Môi trường sống
Loài này được ghi nhận trong cỏ dài và cây bụi trên các sườn đồi dốc, đặc biệt là các đỉnh dốc quay về phía nam, trong khoảng từ 1.650 m đến 2.400 m. Được ghi nhận là ăn hạt cỏ và có thể là quả mọng và côn trùng.

## Số lượng
Số lượng chỉ từ 1 đến 49 cá thể (Tức ít hơn 50 cá thể).